# Jean Frédéric Frenet
Jean Frédéric Frenet (1816-1900) va ser un matemàtic francès.

## Vida i Obra
Fill d'un fabricant de perruques, va ingressar a l'École Normale Supérieure el 1840 i va estudiar, posteriorment, a la Universitat de Tolosa on va llegir la seva tesi doctoral el 1847. La universitat havia estat dissolta per la Revolució Francesa, però tornaven a estar en funcionament algunes facultats, entre elles la de Ciències.
El 1848 va passar a la Universitat de Lió, a on poc temps després va ser nomenat director de l'observatori astronòmic, càrrec que va simultaniejar amb el de professor de matemàtiques. Com a director de l'observatori publicarà una llarga sèrie d'observacions meteorològiques detallades des de 1853 a 1858.
El 1868 es jubila i, solter i sense fills, es retira al seu poble natal a viure amb una germana seva.
Frenet és conegut per la seva tesi doctoral o, millor dit, per l'extracte d'aquesta tesi, publicat en el Journal de Mathématiques Pures et Appliquées de 1852 amb el títol de Sur les courbes à double courbure" on es presenten per primera vegada les fórmules de Frenet-Serret que, en geometria diferencial, expliquen les propietats cinemàtiques d'una partícula movent-se en un espai euclidià tridimensional, continu i derivable.
El 1856 també va publicar un Recueil d'exercices sur le calcul infinitésimal que es va anar reeditant nombroses vegades fins al segle xx.